# Allommation
Allommation (лат.) — ископаемый род ос, единственный в составе семейства Allommationidae (Apoidea). Бирманский янтарь, меловой период (сеноманский век, около 99 млн лет). Юго-Восточная Азия, Мьянма. 3 вида

## Описание
Длина тела от 5,7 до 9,5 мм. Усики длинные у обоих полов, глаза крупные с почти параллельными внутренними орбитами (самцы с угловатыми внутренними орбитами), переднеспинка удлиненная, нотаули субпараллельны и обозначены линиями, мезэпистернальная борозда полная, ноги длинные. Коготки лапок с субапикальным зубцом. Голени средних ног с двумя шпорами. Наружный мыщелок condyle заднего бедра с большим апикальным лопатчатым отростком, проподеум удлиненный, его дорсальная поверхность с закругленным задним краем, метапостнотум ограничен дорсальной поверхностью проподеума, самка с пигидиальной пластинкой. Жвалы с одним субапикальным зубцом. Формула щупиков полная: 6—4.
Переднее крыло включает: три субмаргинальные ячейки (1-я крупнее 2-й и 3-й; 1-я 3-я длиннее 2-й; 3-я крупнее 2-й), 2-я кубитальная, 1-я и 2-я медиальные ячейки; жилка 1m-cu, оканчивающаяся на 2-й субмаргинальной ячейке, и жилка 2m-cu, заканчивающаяся на 3-й субмаргинальной ячейке; маргинальная ячейка очень длинная, длиннее птеростигмы, с острой вершиной, касающейся края крыла; жилки М и CuA расходятся дистальнее cu-a; 2-я абсцисса M+CuA короче cu-a. Жилка C заднего крыла имеется; жилка М расходится от CuA перед cu-a; жилка 2А, по-видимому, обозначена как короткая шпора на базальной части 1А; югальная доля большая и обозначена отчетливым вырезом.

## Систематика и этимология
3 ископаемых вида. Род был впервые описан в 2021 году бразильскими энтомологами Brunno Rosa и Gabriel Melo (Laboratorio de Biologia Comparada de Hymenoptera, Departamento de Zoologia, Universidade Federal do Parana, Curitiba, Бразилия) по материалам из бирманского янтаря и выделен в отдельное семейство †Allommationidae, которое разделяет признаки с семействами роющих ос Sphecidae и Crabronidae и пчёл Apidae. Родовое название происходит от латинизированных греческих слов allo (другие, странные) и ommation (глаза), из-за крупной формы глаз.
- †Allommationidae Rosa et Melo, 2021
  - †Allommation Rosa et Melo, 2021
    - †Allommation procerum Rosa et Melo, 2021
    - †Allommation elongatum Rosa et Melo, 2021
    - †Allommation grande Rosa et Melo, 2021